# Tiếu ngạo giang hồ: Phong vân tái khởi
Tiếu ngạo giang hồ: Phong vân tái khởi là bộ phim võ hiệp Hồng Kông sản xuất vào năm 1993. Nhân vật chính trong phim là Đông Phương Bất Bại là một phần của Tiếu ngạo giang hồ, viết bởi tác gia Kim Dung. Bộ phim được sản xuất bởi nhà sản xuất phim Từ Khắc, đạo diễn Trình Tiểu Đông, và có sự tham gia của Lâm Thanh Hà, Vương Tổ Hiền và Vu Vinh Quang. Bộ phim là phần tiếp theo của Tiếu ngạo giang hồ và Tiếu ngạo giang hồ: Đông Phương Bất Bại.

## Nội dung
Sau cái chết của Đông Phương Bất Bại trong phần trước, giang hồ tan rã trong hỗn loạn vì nó thiếu một nhân vật thống trị trong vai trò minh chủ võ lâm. Một số kẻ mạo danh sử dụng danh xưng Đông Phương Bất Bại để quy tụ người theo mình, họ thành lập giáo phái riêng và thực hiện mưu đồ tranh bá võ lâm. Một trong những người tình chung thủy của Đông Phương Bất Bại là Tuyết Thiên Tầm xây dựng lại Nhật Nguyệt Thần giáo bằng cách mạo danh Đông Phương Bất Bại.
Triều đình nhà Minh lệnh cho đô đốc hải quân Cố Trường Phong giúp những người Tây Ban Nha tìm kiếm xác của một tàu chiến Hà Lan bị đánh chìm gần Hắc Mộc Nhai, nơi đã xảy ra cái chết của Đông Phương Bất Bại (trong phần trước). Tại Hắc Mộc Nhai, Cố Trường Phong phát hiện ra rằng Đông Phương Bất Bại vẫn còn sống trong vỏ bọc ngụy trang một người phụ nữ lớn tuổi, và tìm cách thuyết phục hắn trở về giang hồ.
Sau khi nghe kể về tình trạng mạo danh hắn khắp nơi, Đông Phương Bất Bại nổi cơn giận dữ của hắn và bắt đầu một cuộc tắm máu qua việc giết hết tất cả những kẻ mạo danh hắn ta. Hắn ta phát hiện ra rằng Tuyết Thiên Tầm cũng giả mạo hắn, hắn đánh cô bị thương nghiêm trọng. Do ham muốn quyền lực của mình, Đông Phương Bất Bại quyết định tiếp tục kế hoạch đầy tham vọng hợp nhất giang hồ dưới quyền của mình và thực hiện mưu đồ thống trị Trung Quốc.
Cố Trường Phong nhận ra rằng Đông Phương Bất Bại đã vượt khỏi tầm kiểm soát nên anh ta dẫn đầu hải quân nhà Minh chiến đấu chống Đông Phương liên quân Tây Ban Nha và Nhật Bản. Trong trận hải chiến đó, tất cả các tàu chiến đều bị phá hủy, Đông Phương Bất Bại chiến thắng sau khi đánh bại và giết chết Cố Trường Phong. Tuy nhiên, Tuyết Thiên Tầm mất mạng trong sự kiện này. Đông Phương Bất Bại nhận ra lỗi lầm của mình và ôm lấy người yêu đã chết, hắn ta rút lui khỏi giang hồ một lần nữa.

## Tham gia
- Lâm Thanh Hà trong vai Đông Phương Bất Bại
- Vương Tổ Hiền trong vai Tuyết Thiên Tầm
- Vu Vinh Quang trong vai Cố Trường Phong
- Lưu Tuân (劉洵) trong vai Đông Phương Bất Bại (cải trang)
- Lý Gia Đỉnh (李家鼎) trong vai đô đốc Điền Khải Vân
- Cao Hùng (高雄) trong vai quan binh triều đình, bạn của Cố Trường Phong
- Vương Tĩnh Oánh (王靜瑩) trong vai một ninja chìm, tình nhân của Tuyết Thiên Tầm
- Uyển Quỳnh Đan (苑瓊丹) cầm đầu nhóm kỹ nữ

...cùng một số diễn viên khác.

## Tiếp nhận
Bộ phim đã nhận được đánh giá tích cực từ Los Angeles Times.